# جاكوبا بيوبلدي
جاكوبا بيوبلدي (بالإسبانية: Jagoba Beobide Larrañaga)‏ (19 فبراير 1987 بأثبيتيا في إسبانيا - ) هو لاعب كرة قدم إسباني في مركز الوسط. لعب مع ديبورتيفو ألافيس وريال سوسيداد ب وريال يونيون ونادي قرطبة.

## وصلات خارجية
- جاكوبا بيوبلدي على موقع قاعدة بيانات كرة القدم.إي يو (الإنجليزية)
- جاكوبا بيوبلدي على موقع Soccerbase.com (لاعب) (الإنجليزية)
- جاكوبا بيوبلدي على موقع Soccerway.com (الإنجليزية)
- جاكوبا بيوبلدي على موقع AS.com (الإسبانية)